# Hell's Kitchen (film)
Hell's Kitchen är en amerikansk dramafilm från 1998, i regi av Tony Cinciripini, som även skrivit filmens manus.

## Rollista (i urval)
- Rosanna Arquette - Liz McNeary
- William Forsythe - Lou Reilly
- Angelina Jolie - Gloria McNeary
- Mekhi Phifer - Johnny Miles
- Johnny Whitworth - Patty
- Stephen Payne - Boyle
- Jade Yorker - Ricky
- Michael Nicolosi - Sean
- Ryan Slater - Hayden McNeary
- Sharif Rashed - Stevey Miles
- Martin Shakar - Warden
- Ricky Tyberg - Jingo
- Al Cayne - Sly
- Stephon Fuller - Spike
- Dan Musico - Hines